# Municipio de Long Lake (Míchigan)
El municipio de Long Lake (en inglés: Long Lake Township) es un municipio ubicado en el condado de Grand Traverse en el estado estadounidense de Míchigan. En el año 2010 tenía una población de 8662 habitantes y una densidad poblacional de 93,77 personas por km².

## Geografía
El municipio de Long Lake se encuentra ubicado en las coordenadas 44°42′52″N 85°44′55″O / 44.71444, -85.74861. Según la Oficina del Censo de los Estados Unidos, el municipio tiene una superficie total de 92.37 km², de la cual 77.43 km² corresponden a tierra firme y (16.18%) 14.94 km² es agua.

## Demografía
Según el censo de 2010, había 8662 personas residiendo en el municipio de Long Lake. La densidad de población era de 93,77 hab./km². De los 8662 habitantes, el municipio de Long Lake estaba compuesto por el 96.68% blancos, el 0.17% eran afroamericanos, el 0.88% eran amerindios, el 0.45% eran asiáticos, el 0.02% eran isleños del Pacífico, el 0.48% eran de otras razas y el 1.32% pertenecían a dos o más razas. Del total de la población el 1.99% eran hispanos o latinos de cualquier raza.